# НИИОСП имени Н. М. Герсеванова
НИИОСП имени Н. М. Герсеванова — научно-исследовательский институт строительного профиля в Москве.

## История
В 1931 году образован Всесоюзный институт по сложным основаниям и фундаментам (ВИОС). С 1958 года Институт выступал как главный институт в строительной отрасли в направлении фундаментостроения и подземного строительства. С 1973 года назывался НИИОСП имени Н. М. Герсеванова. В 1994 году вошёл в состав ФГУП НИЦ «Строительство».

## Награды
В 1966 году НИИОСП награждён орденом Трудового Красного Знамени.

## Деятельность
НИИОСП участвовал в создании: Московского метрополитена, Останкинской башни, Норильского горно-металлургического комбината, заводов в Тольятти, Запорожье, Набережных Челнах, Череповце, объектах обустройства рудных, угольных, нефтегазовых месторождений в Курске, Резине (Молдавская ССР), Воркуте, Уренгое, Якутске.

## Выдающиеся работники
В Институте работали учёные: Н. М. Герсеванов, В. В. Аскалонов, Ю. М. Абелев, Д. Д. Баркан, В. Г. Булычёв, С. С. Вялов, Б. П. Горбунов, М. И. Горбунов-Посадов, К. Е. Егоров, В. А. Ильичёв, М. Ф. Киселёв, А. Н. Лисицын, Г. М. Мариупольский, В. О. Орлов, В. П. Петрухин, Г. И. Покровский, Д. Е. Польшин, Б. П. Попов, Г. В. Порхаев, А. М. Пчелинцев, Б. А. Ржаницын, К. В. Руппенейт, Н. М. Соколов, В. Е. Соколович, В. В. Соколовский, А. С. Строганов, Р. А. Токарь, О. А. Мозгачева, Л. В. Иванова, И. А. Тютюнов, В. С. Фёдоров, З. С. Фёдорова, Д. И. Фёдорович, М. Н. Фуксон, Х. Р. Хакимов, М. Л. Холмянский, Н. А. Цытович, И. И. Черкасов, О. Я. Шехтер.
Более 20 лет (1985—2006) институтом руководил президент Российского общества по механике грунтов, геотехнике и фундаментростроению, первый вице-президент РААСН, Заслуженный деятель науки РФ, академик Российской академии архитектуры и строительных наук, доктор технических наук, профессор В. А. Ильичёв. С 2014 по январь 2023 года директор института — И. В. Колыбин. С 24 января 2023 года директором института назначен Р. Ф. Шарафутдинов.